# جلاندار
جلاندار (به انگلیسی: Jalandhar Cantonment) یک منطقهٔ مسکونی در هند است که در بخش جالندهر واقع شده‌است. جلاندار ۴۷٬۸۴۵ نفر جمعیت دارد.